# 瑞文
瑞文（英語：Revan），或達斯·瑞文（英語：Darth Revan），稱號收復者（英語：The Revanchist），是BioWare以星際大戰為背景推出的電玩遊戲《星際大戰：舊共和國武士》中的主角，在舊共和國武士系列遊戲的劇情中佔中心地位。儘管玩家可自定瑞文的性別與派別，正典中描述瑞文為男性並採取了光明路線。在《天行者的崛起》，以古代西斯命名的西斯军团之中，其中一个是瑞文。

## 故事情節
瑞文是曼達洛戰爭時期最傑出的一名絕地武士，不顧絕地大師們的建議而擅自率軍擊退曼達洛人。在曼達洛人的領袖死前，瑞文從他口中得知曼達洛戰爭是由潛伏於未知星域的秘密西斯帝國策劃發動，隨即前往未知星域並發現Dromund Kaas星球。在Dromund Kaas，瑞文與學徒馬拉克試圖擊敗西斯皇帝，卻被後者控制而成為西斯大君。但是達斯‧瑞文沒有按照維希埃特的意志行事，自己建立了一個西斯帝國，並對共和國發動戰爭，這場戰爭一開始西斯佔盡優勢，共和國幾近毀滅；絕地武士貝絲蒂·珊率領一支小隊突襲瑞文的旗艦，在艦橋與瑞文對峙時，在另一艘旗艦上的馬拉克卻突然下令對瑞文的艦橋炮擊，瑞文身受重傷被貝絲蒂帶回。絕地議會決定給瑞文植入假記憶，失憶的瑞文在貝絲蒂等戰友的幫助下找回了記憶、擊敗了馬拉克並拯救了共和國。隨後，瑞文再次返回Dromund Kaas，卻被皇帝囚禁，直到蘇瑞克將其救出並與西斯同謀者Scourge一同策劃刺殺皇帝。然而，關鍵時刻，Scourge背叛兩位絕地英雄，擊殺了蘇瑞克並使皇帝得以再次囚禁瑞文。直到《星際大戰：舊共和國》故事開始時，瑞文仍為皇帝的階下囚。最終於雅汶四號衛星逝世。

## 外部連結
- Wookieepedia上的相关条目：Revan